# Gabrielle Carle
Gabrielle Carle (Québec, 12 ottobre 1998) è una calciatrice canadese, difensore del Washington Spirit e della nazionale canadese.

## Carriera
Carle si avvicina al calcio fin da giovanissima, iniziando l'attività agonistica all'età di cinque anni, tesserandosi con l'AS Chaudière-Est di Lévis. In seguito frequenta l'École secondaire des Sources di Montréal seguendo il programma di studio dello sport, riuscendo a distinguersi per i risultati ottenuti. Nel 2015 è stata nominata la migliore giocatrice Junior della provincia del Québec e la migliore giocatrice senior del Québec nel 2016.

### Calcio universitario
Nel 2017 decide di trasferirsi negli Stati Uniti d'America, a Tallahassee, per approfondire gli studi all'Università statale della Florida, affiancando il percorso scolastico all'attività sportiva giocando per la squadra di calcio femminile universitario dell'ateneo, le FSU Seminoles, iscritta alla Division I del NCAA Women's Division I Soccer Championship. Carle ha segnato la sua prima rete all'86' nell'incontro con le avversarie delle Ole Miss Rebels il 10 novembre, nel primo turno del campionato di calcio femminile NCAA 2017. Nel 2018 condivide con le compagne il percorso che vede la FSU vincere il campionato 2018.

### Club
Nel 2015 gioca per il Quebec Dynamo ARSQ, squadra iscritta nella Northeastern Conference dell'ultima stagione della United Soccer Leagues W-League. Nel 2018 ritorna a indossare la maglia del Dynamo de Québec, ora iscritta al campionato femminile semiprofessionistico della Première Ligue de Soccer du Québec (PLSQ).
Nel dicembre 2021 Carle coglie l'occasione per il suo primo impegno professionale oltre Oceano, firmando un contratto annuale con il Kristianstads DFF per giocare nel campionato svedese femminile di calcio dalla stagione 2022. Sotto la guida del tecnico Elísabet Gunnarsdóttir fa il suo debutto con la nuova maglia in febbraio, in Coppa di Svezia, contro lo Jitex BK, per poi debuttare in Damallsvenskan, il massimo livello svedese di categoria, da titolare già dalla 1ª giornata di campionato, il 27 marzo, nella vittoria interna per 4-0 sul IFK Kalmar.

### Nazionale
Nel 2013, all'età di 14 anni, viene convocata dalla Federcalcio canadese per sostenere uno stage con la formazione Under-17.
Del 2014 è il suo debutto nella Under-20, inserita in rosa con la squadra impegnata al Mondiale 2014 di categoria, per quell'edizione svoltosi in Canada. In quell'occasione gioca tutti i quattro incontri disputati dalla sua nazionale, che dopo aver concluso al secondo posto il gruppo A alla fase a gironi, viene eliminata dalla Germania, nazionale che poi vincerà il suo terzo titolo mondiale, ai quarti di finale, perdendo l'incontro con il risultato di 2-0. L'anno successivo Carle è stata inserita in rosa con la squadra che disputa i Giochi panamericani di Toronto 2015, dove ha partecipato a tutte e cinque le partite per il suo paese, con il Canada che ha terminato il torneo di calcio femminile al quarto posto. Con la formazione Under-20 disputa anche il successivo Mondiale di Papua Nuova Guinea 2016, dove la sua nazionale si rivela incapace di contrastare le avversarie, giocando tutti i tre incontri della fase a gironi prima dell'eliminazione e siglando l'unica rete canadese il 16 novembre 2016, quella che al 15' apre le marcature nella sconfitta per 3-1 con la Nigeria. Inoltre, nel 2018, scende in campo con la fascia di capitano nel Campionato nordamericano di Trinidad e Tobago 2018, segnando due reti durante la fase a gironi, ripetendosi nella semifinale del 16 gennaio con il Messico, siglando all'80' la rete che riporta l'incontro in parità prima che la sua nazionale venga sconfitta ai rigori.  Per accedere al Mondiale di Francia 2018 le canadesi, che affrontano Haiti, non sono in grado di superare le avversarie perdendo l'incontro per 1-0 e di conseguenza l'accesso.
Nel frattempo, il 9 dicembre 2015, avviene anche il suo debutto nella nazionale maggiore, chiamata dal commissario tecnico John Herdman in occasione dell'incontro con il Messico, e sigla la sua prima rete senior nella vittoria per 10-0 con il Guatemala nel torneo pre-olimpico di qualificazione CONCACAF.
Da allora Herdman la convoca più volte, in occasione delle qualificazioni alle Olimpiadi di Rio 2016, all'Algarve Cup 2016 e alla successiva edizione 2017 ma soprattutto in incontri amichevoli. Quando nel 2018 Kenneth Heiner-Møller gli subentra sulla panchina del Canada, dopo averla impiegata nell'Algarve Cup 2019 decide di inserirla nella lista delle 23 calciatrici che partecipano al Mondiale di Francia 2019., senza tuttavia impiegarla nel torneo che vede la sua nazionale eliminata agli ottavi di finale dalla Svezia.
Con l'avvicendamento del CT canadese e l'arrivo della selezionatrice Bev Priestman nel 2020, le sue convocazioni si fanno più numerose, e fine giugno 2021 viene inserita nella rosa della nazionale canadese per il torneo di calcio femminile dei Giochi della XXXII Olimpiade, condividendo con le compagne, pur venendo impiegata solo per uno scampolo di partita con la Gran Bretagna il percorso che la porta alla conquista della sua prima medaglia d'oro olimpica.

## Palmarès

### Calcio universitario
- NCAA Women's Division I Soccer Championship: 1

FSU Seminoles: 2018

### Nazionale
- Oro olimpico: 1

Tokyo 2020